# Miloslava Vostrá
Miloslava Vostrá (* 26. května 1965 Kladno) je česká politička, v letech 2002 až 2021 poslankyně Poslanecké sněmovny za KSČM a v letech 2009 až 2016 i místopředsedkyně strany.

## Biografie
Vystudovala gymnázium. V letech 1985–1994 pracovala na různých postech ve státních statcích Praha-západ v obci Jeneč. V období let 1994–1999 byla zaměstnána coby účetní a administrativní pracovnice ve firmě Slaboch a Vejvoda. V roce 2012 se uvádí jako společník ve firmách VKS Úhonice, s.r.o. a SVM Drahelčice, spol.s.r.o. a zároveň jako místopředsedkyně představenstva společnosti FUTURA, a.s. Vysokoškolský titul bakaláře získala na Vysoké škole finanční a správní. V roce 2011 se v médiích objevila kritika její bakalářské práce, která pojednávala o volbách v roce 2006. Práce byla rozsahem a obsahově podle portálu Aktuálně.cz nedostatečná. Poslankyně v té době již studovala inženýrské studium.
Ve volbách v roce 2002 byla zvolena do poslanecké sněmovny za KSČM (volební obvod Středočeský kraj). Byla členkou sněmovního zemědělského výboru. Poslanecké křeslo obhájila ve volbách v roce 2006. Byla členkou rozpočtového výboru a místopředsedkyní poslaneckého klubu komunistů. Opětovně byla do sněmovny zvolena ve volbách v roce 2010. Je místopředsedkyní rozpočtového výboru a místopředsedkyní poslaneckého klubu KSČM.
Od roku 2009 zastávala post místopředsedkyně Ústředního výboru KSČM pro ekonomiku. Tuto funkci obhájila na sjezdu KSČM v květnu 2012. Její zvolení doporučoval i předseda strany Vojtěch Filip. Na IX. sjezdu KSČM v Praze v polovině května 2016 se jí však znovu obhájit mandát nepodařilo.
V komunálních volbách roku 1994 neúspěšně kandidovala do zastupitelstva obce Braškov za KSČM. Zasedla sem dodatečně v roce 1997 a zvolena byla v komunálních volbách roku 1998, komunálních volbách roku 2002, komunálních volbách roku 2006 a komunálních volbách roku 2010. Profesně se k roku 1998 uvádí jako ekonomka, k roku 2002 coby poslankyně. V komunálních volbách roku 2014 byla díky preferenčním hlasům zvolena zastupitelkou Braškova (posunula se z původního 7. místa na konečné 1. místo, KSČM přitom v obci získala dva mandáty). Také ve volbách v roce 2018 obhájila post zastupitelky Braškova (opět se vlivem preferenčních hlasů posunula z původního 7. místa na první místo).
Ve volbách do Poslanecké sněmovny PČR v roce 2017 obhájila svůj poslanecký mandát za KSČM ve Středočeském kraji. Ve volbách do Senátu PČR v roce 2020 kandidovala za KSČM v obvodu č. 30 – Kladno. Se ziskem 5,99 % hlasů skončila na 8. místě a do druhého kola nepostoupila.
Ve volbách do Poslanecké sněmovny PČR v roce 2021 kandidovala na 2. místě kandidátky KSČM ve Středočeském kraji. Zvolena však nebyla, neboť KSČM nepřekročila pětiprocentní hranici nutnou pro vstup do Sněmovny.